# بولي بينيت
بولي بينيت (بالإنجليزية: Polly Bennett)‏ هي رسامة وفنانة أمريكية، ولدت في 1922، وتوفيت في 2003.